# Polia
Polia ist eine süditalienische Gemeinde (comune) mit 805 Einwohnern (Stand 31. Dezember 2023) in der Provinz Vibo Valentia in Kalabrien. Die Ortschaft grenzt unmittelbar an die Provinz Catanzaro. Die Ortsteile Cellia und Poliolo bilden das Ortszentrum von Polia.

## Geschichte
Durch griechische Siedler war das Gebiet bereits in der Zeit zwischen dem 8. und 5. Jahrhundert vor Christus kolonisiert worden.
Bei einem Erdbeben am 5. November 1659 wurde der Ort verwüstet.